# Defensores de la Mano Roja
Los Defensores de la Mano Roja (en inglés: Red Hand Defenders, RHD) son un grupo paramilitar armado formado en 1998 en Irlanda del Norte, integrado en gran parte por los protestantes de grupos leales al Reino Unido que se oponen al proceso de paz llevado a cabo en el Úlster; se compone por elementos desertores de la Asociación en Defensa del Úlster (UDA) y de la Fuerza Lealista del Úlster (LVF).
En enero de 2002, el grupo anunció que todo el personal en las escuelas católicas en Belfast y los trabajadores postales católicos eran blancos legítimos. A pesar de los llamamientos en febrero de 2002 realizados por la Asociación en Defensa del Úlster y la Fuerza Lealista del Úlster, estos anunciaron su distanciamiento de este grupo.
A principios de 2003, el RHD demandó la responsabilidad en la matanza de dos miembros de la UDA como resultado de lo que se describe como una guerra fratricida entre miembros leales a la Corona británica. También se atribuyó la responsabilidad de una bomba que fue dejada en las oficinas del Sinn Féin en Belfast, aunque el dispositivo fue desactivado y nadie resultó herido. En años recientes, el grupo ha realizado ataques contra blancos civiles tales como hogares, iglesias y negocios privados. En enero de 2002, el grupo incendió el hogar de un funcionario de la prisión de Belfast. El RHD se responsabilizó el 7 de septiembre de 1998 del atentado que mató a Frankie Reilly, oficial de la Policía Real del Úlster (RUC). El grupo se atribuyó la responsabilidad de la muerte de Brian Service (35 años), civil católico, el 2 de noviembre de 1998. El RHD también demandó la responsabilidad del asesinato de Rosemary Nelson, abogada católica de los derechos humanos, en Lurgan el 15 de marzo de 1999.